# 오주영
오주영(1985년 2월6일)은 대한세팍타크로협회 회장을 맡고 있는 대한민국의 스포츠기관단체인이다. 2021년 1월 치루어진 두명의 후보로 이루어진 선거에서 99%의 투표율에 67%의 압도적인 득표로 제11대 대한세팍타크로협회 회장으로 선출됐으며
당시 만35세로 대한체육회 회원종목단체 최연소로 기록됐다.